# Sabine Uitslag
Albertje Sabine Uitslag (née le 4 mars 1973 à Westerhaar) est une ancienne femme politique néerlandaise.

## Biographie
Uitslag grandit à Vriezenveen et est élève du Christelijk Lyceum à Almelo. Elle étudie la science infirmière à l'Université des sciences appliquées de Saxion à Enschede, les sciences de la santé (spécialisation en sciences infirmières) à l'Université du Limbourg et elle termine à l'Université Erasmus de Rotterdam. De janvier 2007 jusqu'à son entrée à la Seconde Chambre des États généraux, elle travaille à l'Institut scientifique de l'Appel chrétien-démocrate (CDA). Uitslag s'implique notamment dans le conseil du parti dans le domaine des soins de santé. Aux élections législatives néerlandaises de 2006, elle est à la cinquantième place sur la liste des candidats et obtient 6 535 votes préférentiels.

## Carrière politique
Du 8 avril 2008 au 8 août 2008, Uitslag remplace Mirjam Sterk, absente en raison d'un congé de maternité, en tant que membre de la Chambre des représentants ; c'est la première fois qu'une députée est remplacée pendant une grossesse. Après avoir prêté serment, elle participe à un débat sur les jeunes sans-abri. Uitslag veut être une voix pour les infirmières au cours de ces quatre mois. Elle prononce son premier discours une semaine plus tard, 16 avril.
En septembre 2008, elle revient dans la groupe CDA, après le départ de Karien van Gennip. Le 24 septembre 2009, elle demande au ministre André Rouvoet si son ministère, le ministère de la Jeunesse et de la Famille, peut faire une enquête pour savoir si les jeunes peuvent être avertis des modèles photoshoppés au moyen d'une marque de qualité. En avril 2010, elle présente un plan d'action à ministre Ab Klink, le ministre de la Santé, dans lequel le cannabis serait pris en charge dans le soin de troubles alimentaires.
Lors des élections législatives néerlandaises de 2010 le 9 juin, Uitslag est en 31e position, mais elle est néanmoins réélue en tant que députée au moyen de 15 933 votes préférentiels.
En octobre 2010, lors d'un débat avec la ministre Edith Schippers, elle affirme qu'il faut faire davantage en matière de prévention santé afin de limiter les coûts des soins de santé et de conseiller de lier la prévention à la perception des groupes cibles.
Le cabinet Rutte I assouplit la restriction de fumer dans les établissements de restauration, elle demande un numéro de téléphone spécial où on pourrait immédiatement avertir l'Autorité néerlandaise de sécurité des aliments et des produits de consommation en cas de tabagisme illégal dans un établissement de restauration.
En mai, elle soutient le plaidoyer du Conseil régional de la région policière de Twente de placer le GHB dans la liste 1 de la loi sur l'opium, ce qui n'en ferait plus une drogue douce mais une drogue dure et permettrait une plus grande répression. La ministre Edith Schippers accède à cette demande le 6 septembre 2011.
Le 8 novembre 2011, Uitslag annonce que lors de la discussion du budget, elle souhaite proposer une loi pour que les conjoints puissent continuer à vivre ensemble dans une maison de retraite, au lieu de différents services dans une maison de retraite, quand les soins dont ils ont besoin sont différents.
Elle fait campagne pour une plus grande participation des infirmières et des soignants au niveau du conseil d'administration des établissements de santé. Du 17 janvier 2012 au 22 avril 2012, Uitslag est en congé de maternité. Au cours de cette période, elle est remplacée par l'ancienne députée Cisca Joldersma.
En juin 2012, elle indique qu'elle ne se représentera pas lors des élections législatives néerlandaises de 2012 en septembre.

## Après la politique
Uitslag devient membre du conseil d'administration de plusieurs établissements de santé et est présidente de l'Association néerlandaise des dermatologues jusqu'en 2018.
En janvier 2016, son portrait est détourné dans une brochure publicitaire de la chaîne de drogueries Kruidvat. En compensation, elle exige des couches gratuites pendant un an pour la maison de bébé de Barbara Muller à Dordrecht, où elle est membre du conseil d'administration.

## Carrière artistique
Après la fin de sa carrière politique, elle participe à l'adaptation néerlandaise de Strictly Come Dancing, diffusée du 25 août 2012 au 13 octobre 2012. Elle prend la troisième place avec son partenaire. En 2019, elle participe à l'adaptation néerlandaise de Dancing on Ice diffusée par SBS6.
À Twente, Uitslag était la chanteuse du groupe de rock Zipper et du groupe de reprises Spinrock.
Début 2010, Uitslag enregistre un single Loat mie lös, avec la présentatrice de RTV Oost Monique Sleiderink, écrit par Sleiderink et Wilfried Poorthuis. Elle fait aussi un duo sur l'album de Jan Wilm Tolkamp et Bennie Jolink, Hubertus & Diana, sorti la même année, qui atteint la 26e place de l'Album Top 100 néerlandais.

## Source de la traduction
- (nl) Cet article est partiellement ou en totalité issu de l’article de Wikipédia en néerlandais intitulé « Sabine Uitslag » (voir la liste des auteurs).